# 阿讷西站
阿讷西站，是法国的一个铁路车站，位于法国东部城市，上萨瓦省省会阿讷西。

## 位置
阿讷西站位于阿讷西市区内。车站大致呈东西走向，开口朝南。站内亦有地下通道可与北侧相连。

## 车站历史
阿讷西站建于1866年，最初仅为一个小型的乘降所，后扩建成为一个区域性的综合交通枢纽。
1981年，阿讷西站建成了外部的配套设施（公交车站、停车场等），并开通了"巴黎—阿讷西"TGV线路。
2011~2013年，阿讷西站主体站房进行了大规模的改造，其外部被透明玻璃外墙所替代，站内设施也有了大幅度的提升。
2014年底，阿讷西站开通了直达马赛的季节性TGV列车。

## 停靠线路
以下列车线路在阿讷西站停靠：
| 阿讷西站列车线路表              |              |            |          |              |
| 线路                            | 车种         | 上一站     | 下一站   | 大致运行频率 |
| 巴黎—阿讷西                     | TGV          | 艾克斯莱班 | （终点） | 每天6趟左右  |
| 马赛—阿讷西                     | TGV          | 艾克斯莱班 | （终点） | 每周1~3趟    |
| 瓦朗斯/格勒诺布尔/尚贝里—阿讷西 | 法国大区列车 | 吕米伊     | （终点） | 每天12趟左右 |
| 里昂—阿讷西                     | 法国大区列车 | 吕米伊     | （终点） | 每天9趟左右  |
| 阿讷西—圣热尔韦莱班             | 法国大区列车 | （起点）   | 普兰日   | 每天5趟左右  |
| 阿讷西—阿讷马斯                 | 法国大区列车 | （起点）   | 普兰日   | 每天6趟左右  |
| 1.                              |              |            |          |              |

## 配套交通

### 城际客运
阿讷西站对应的大巴车上下车地点为阿讷西汽车站（Gare routière d'Annecy），位于阿讷西站西侧。
| 停靠阿讷西站的大巴车 |                        |                                                                                               |
| 上下车地点           | 运营单位               | 主要目的地                                                                                    |
| 阿讷西汽车站         | Eurolines              | （可联程中转前往西班牙方向）                                                                  |
| 阿讷西汽车站         | Flixbus                | 日内瓦、格勒诺布尔、锡斯特龙、普罗旺斯地区艾克斯、马赛                                        |
| 阿讷西汽车站         | Isilines               | 马赛、普罗旺斯地区艾克斯、阿维尼翁、瓦朗斯、格勒诺布尔                                        |
| 阿讷西汽车站         | 上萨瓦省城际客运 LIHSA | 贝勒加德、塞塞勒、吕米伊、托讷、托朗格利耶尔、阿尔贝维尔、圣于连昂热讷瓦                      |
| 阿讷西汽车站         | SNCF TER Rhône-Alpes   | 里昂、日内瓦、阿讷马斯 （当某条铁路线施工或罢工时，SNCF可能会提供途径该线路沿途站点的大巴车） |
| 1. 2. 3.             |                        |                                                                                               |

### 市内交通
| 阿讷西附近的市内公共交通线路 |            |                                        |
| 公交车站名称                 | 位置       | 停靠线路                               |
| Gare Pôle d'échanges         | 火车站正门 | 阿讷西公交1~7路、9路、10路、14路和15路 |
| 1.                           |            |                                        |

## 临近车站
| 阿讷西站（Gare d'Annecy）      |                         |          |
| 上行车站                       | 线路                    | 下行车站 |
| 吕米伊站                       | 艾克斯莱班—阿讷马斯铁路 | 普兰日站 |
| - 本表仅显示运营中的线路及车站 |                         |          |